# Глинський Борис Іванович
Борис Іванович Глинський (лат. dux Boriss Glynsky; пом. після червня 1453) — починальник старшої гілки князів Глинських, прибічник великого князя Свидригайла Ольгердовича.

## Життєпис
Згідно з родоводом першої третини XVI століття, він народився у сім'ї кн. Івана Олександровича Глинського й Анастасії Данилівни Острозької. Уперше згадується як член Свидригайлової вірної ради при засвідченні грамоти того, виданої в Києві Андрію Волотовичу 9 грудня 1433 року. 
Протягом 1436–38 рр. Борис Глинський здійснював «приказ» ряду актів господаря, виставлених у Луцьку та Києві, причім в документах од 14 липня 1437 і 4 лютого 1438 іменується підканцлером, а 22 грудня 1437 — канцлером.   
4 вересня 1437 він, прибувши до Львова, вкупі з кількома васалами молодшого Ольгердовича присягнув Владиславу III Варненчику за себе й всю Київську землю, що буде вірний союзу з Польщею, а в разі смерті Свидригайла визнає владу польського короля.   
1453 року був послом Казимира Ягелончика на сейм у Парчеві. Отримав від Сигізмунда Кейстутовича Раково в Мінському повіті і Новий Двір в Клецьком, а також Ряшуковичи, а від Казимира — Клиглічеськ та Стародуб. За «Книгою данин Казимира», в перші роки його правління Борис Іванович отримав двори Домислин «в Речици и у Чернигова», та двох людей які переселилися з Нового Двору. Частина цих надань могла бути зроблена ще за часів Сигізмунда Кейстутовича. 

## Сім'я
Дружина — N вдова князя Івана Корибутовича.
Діти від неї:
- Лев (? — бл. 1495) — державний діяч великого князівства литовського, батько Михайла та Івана Глинських.
- Василь (? — 1496)
- Іван (? — 1498) — Посол Великого князівства Литовського в Орду (1474, 1479—1480), намісник чернігівський (1490—1498). У 1482 році тимчасово переховувався у Великому князівстві Московському.
- Григорій (? — 1503) — овруцький староста, загинув 1503 в битві з перекопськими татарами на ріці Уші.
- Дашко (? — після 1498)
- Федька (? — 1491), дружина Олександра Дрожджа